# Den Hout
Den Hout je vesnice v nizozemské provincii Severní Brabantsko. Nachází se v obci Oosterhout.
Archeologické nálezy dokládají osídlení území v době železné. První písemná zmínka o vesnici pochází z roku 1311, kde je uváděna jako „Rolinus dictus van den Houte", to znamená listnatý les. Okolí Den Hout bylo osídleno v době římské, ale v roce 273 bylo opuštěno. Den Hout se ve středověku rozvíjel kolem trojúhelníkové vesnické návsi.  Dne 3. listopadu 1944 byl Den Hout osvobozen 1. polskou obrněnou divizí (pomník u mostu Teraalster).
Kostel svatého Kornelia byl postaven v letech 1877–1878 ve stylu neogotiky s osmibokou věží.